# SN 1953H
SN 1953H – niepotwierdzona supernowa odkryta 16 marca 1953 roku w galaktyce A110342+4951. W momencie odkrycia miała maksymalną jasność 17,00m.